# Pirro Cuniberti

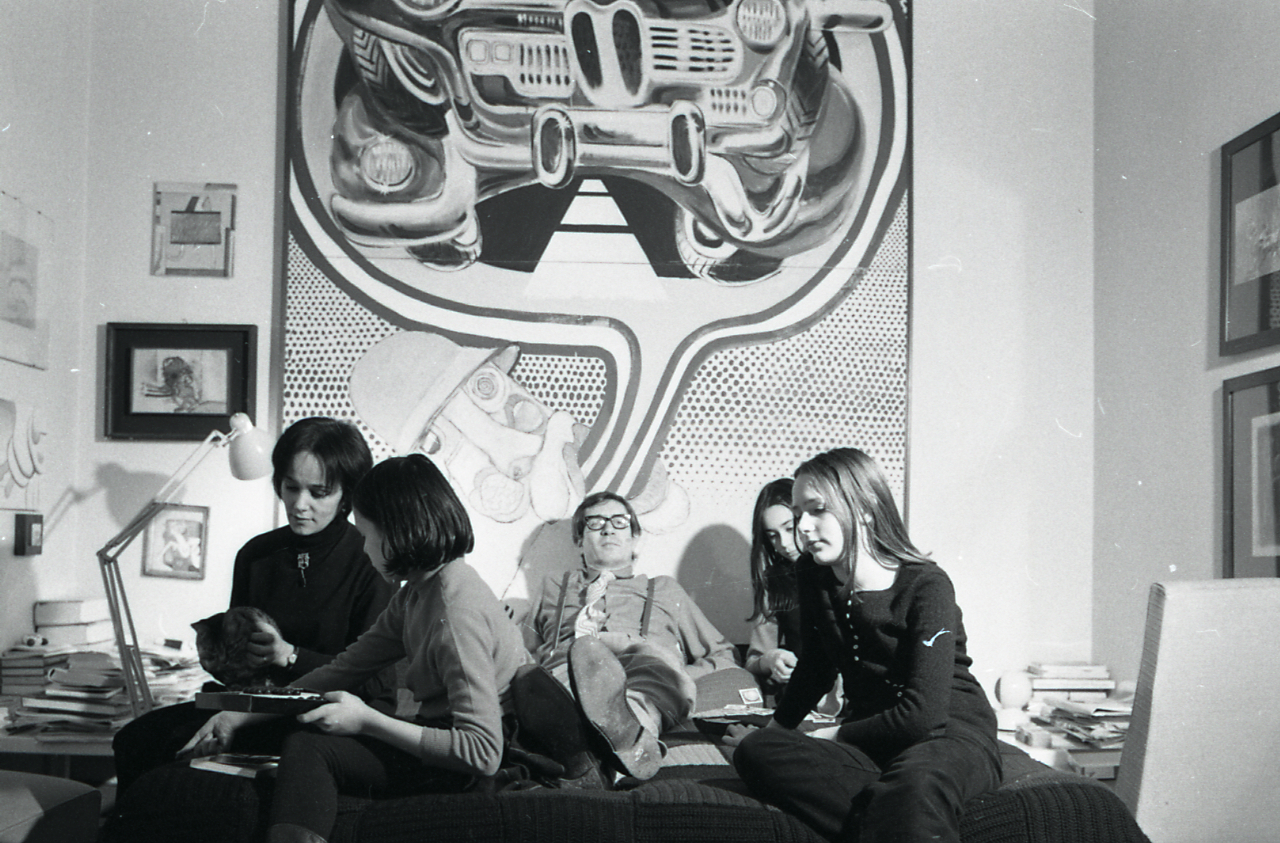
Pirro Cuniberti in una foto di Paolo Monti del 1970 nel suo studio di Bologna

Pier Achille Cuniberti, detto Pirro (Sala Bolognese, 10 settembre 1923 – Bologna, 4 marzo 2016), è stato un pittore e disegnatore italiano.

## Biografia
Nato a Padulle di Sala Bolognese, fu allievo di Giorgio Morandi e di Giovanni Romagnoli all'Accademia di Belle Arti di Bologna, si diplomò nel 1948 e nello stesso anno scoprì alla Biennale di Venezia l'opera di Paul Klee, da allora riferimento importante per la sua concezione della forma come infinita genesi creativa.
Oltre alla pittura e al disegno, Cuniberti si è dedicato anche al design, alla grafica, alla fotografia e alle arti applicate. La sua opera è ricordata anche per le numerose collaborazioni trasversali, in particolare nel campo dell’editoria, come nel caso delle illustrazioni per Stranalandia di Stefano Benni o per l'edizione di Einaudi Trilogia del capitano Nemo di Jules Verne.   

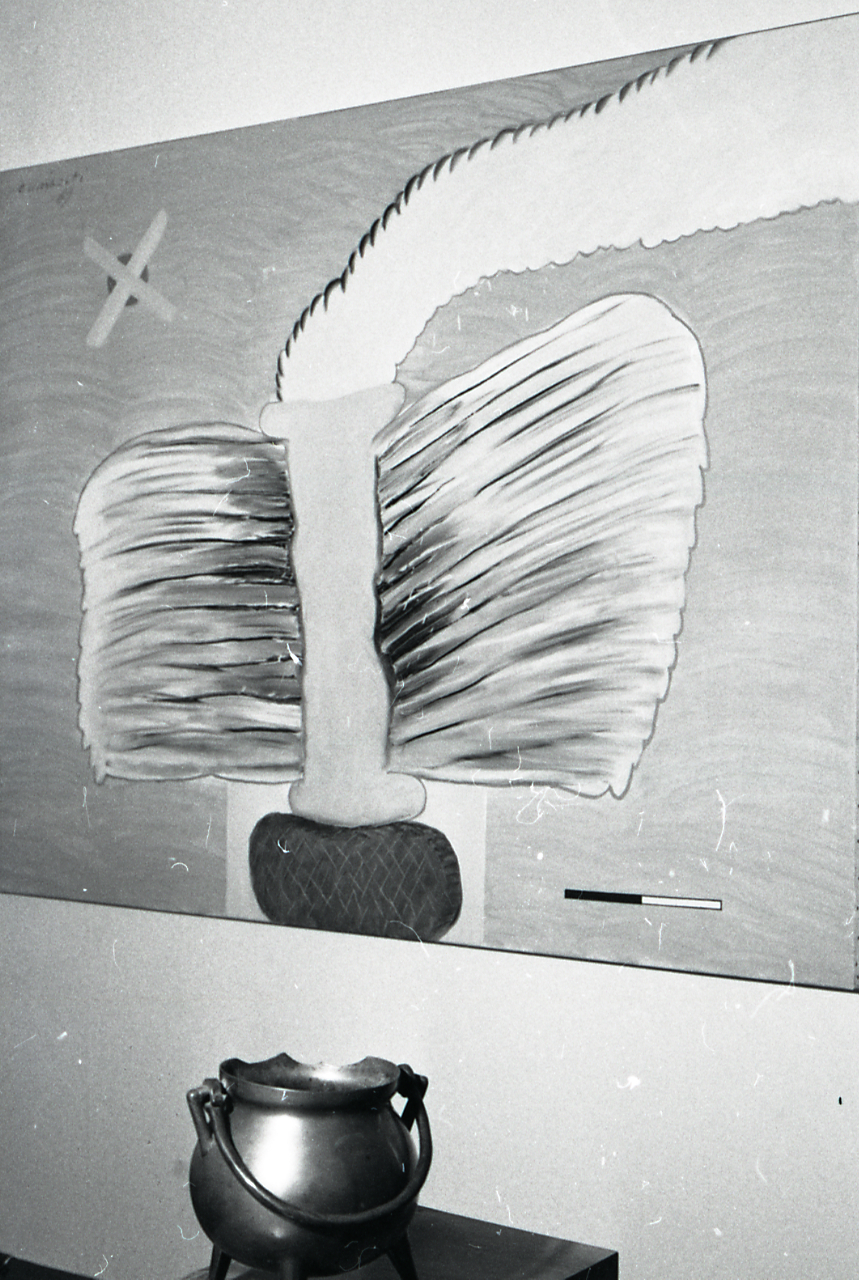
Opera di Pirro Cuniberti esposta presso la Galleria De' Foscherari nel 1970

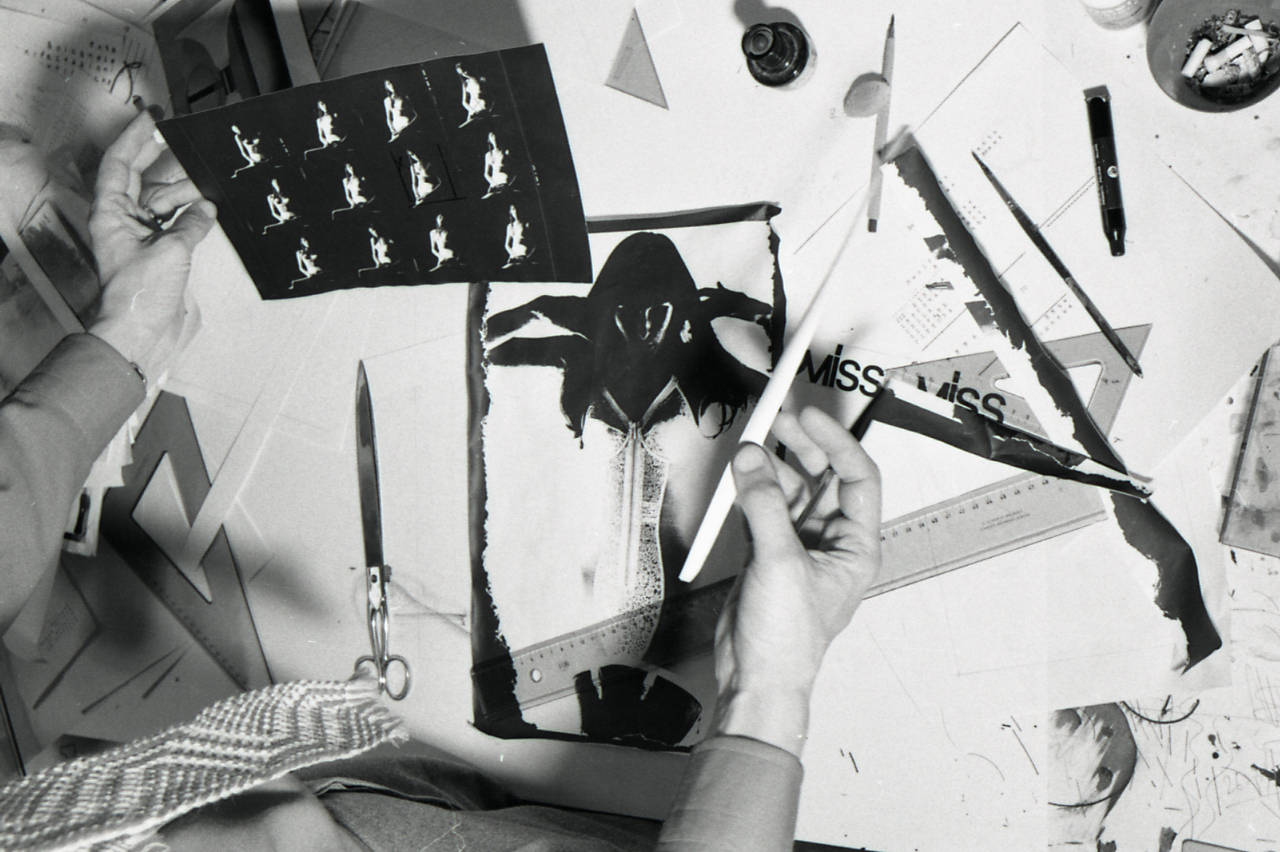
Foto scattatta da Paolo Monti presso lo studio dell'artista, sito in Via Saragozza nº83 a Bologna

Artista colto e informato, tra i più originali nell'ambito di una “linea fantastica” dell'arte italiana del secondo ‘900, Cuniberti affronta con la medesima intensità i temi del paesaggio, della natura morta e della figura inventando volta per volta tratti limpidi e misure geometriche, luminosità silenziose e leggere ombre del colore, segni inquieti ed equilibri armonici della composizione.
La sua opera si articola in una quotidiana interrogazione delle possibilità ideografiche e simboliche del segno in relazione all’oggetto. Lontano dalle mode e dalle logiche di mercato, Cuniberti delinea negli anni un linguaggio visivo fatto di scritture, trame e mappe immaginarie che trasformano la superficie in un campo di apparizioni e sparizioni continue: un linguaggio unico che ha attinto alla lezione di grandi autori novecenteschi come Paul Klee, Wols, Sebastián Matta e Saul Steinberg. Si tratta di elementi grafici e di umori cromatici che dialogano tra loro come alfabeti immaginari, forme ipotetiche sospese sul crinale dell'immaginazione, mappe della memoria, storie di segni imprevisti che l'artista inventa senza un ordine logico.
Il suo lavoro è stato seguito con interesse da alcuni dei più rilevanti critici e storici dell’arte italiani, tra cui Paolo Fossati, Dario Trento, Claudio Cerritelli, Flavio Caroli, Renato Barilli, Tommaso Trini, Andrea Emiliani e molti altri. Nel 2001, il Museo Civico Archeologico di Bologna gli ha dedicato un’importante mostra antologica. In occasione del centenario della nascita, nel 2023, il Comune di Bologna ha celebrato la sua figura con un progetto commemorativo ideato dalla Presidente dell’Archivio, dedicandogli simbolicamente una “finestra” a Palazzo d’Accursio, nel cuore della città.

## Mostre
Pier Achille Cuniberti ha esposto in prestigiose sedi in Italia e all’estero – da Bologna a Milano, da Roma a New York, Berlino, Parigi e Londra. Ha esposto alla IX, X, XI Quadriennale di Roma.
Presso la nuova Pinacoteca “Le Scuole” di Pieve di Cento, inaugurata il 4 settembre 2021 all’interno dell’ex edificio scolastico “E. De Amicis”, è stata dedicata una stanza all'artista. Questo spazio monografico si inserisce nella sezione di arte contemporanea del museo, arricchita nel tempo grazie a numerose donazioni, e testimonia l'importanza dell'artista all'interno del panorama culturale emiliano.
Due opere sono collocate nel museo di Sella di Lodrignano, altre sue opere sono esposte nella Pinacoteca Civica di Pieve di Cento, quattro sue opere (delle quali una pervenuta come premio acquisto della III Mostra Arte Contemporanea organizzata a Bologna dalla Federazione Artisti Pittori e Scultori nel 1957 e un'altra come Premio-acquisto in occasione della Mostra d'Autunno a Bologna nel 1960) si trovano al Museo d'arte moderna di Bologna, altre opere sono presenti alla Galleria Civica di Modena, alcune opere si trovano nel museo Civico delle Capuccine a Bagnacavallo, diverse opere si trovano nel Museo d'arte di Ravenna, un'opera nella collezione della Regione Emilia Romagna, un'opera nella raccolta d'arte del comune di Sassuolo, e un'opera nella raccolta comunale d'arte contemporanea di Sant'Ilario d'Enza.

## Archivio Pier Achille Cuniberti
L'Archivio Pier Achille Cuniberti è un'associazione senza scopo di lucro dedicata alla tutela e alla valorizzazione dell'opera dell'artista bolognese Pier Achille Cuniberti. Costituito nel 2023 e presieduto da Barbara Cuniberti, con la vicepresidenza del compagno Alessandro Bergonzoni, l'Archivio nasce con l'obiettivo di salvaguardare e promuovere il corpus artistico dell’artista.